# Ваксмундзький Потік
Ваксмундзький Потік (пол. Waksmundzki Potok) — гірська річка в Польщі, у Татранському повіті Малопольського воєводства. Ліва притока Білки, (басейн Балтійського моря).

## Опис
Довжина річки 6,5 км, найкоротша відстань між витоком і гирлом — 4,34  км, коефіцієнт звивистості річки — 1,50 . Формується притоками та безіменними струмками.

## Розташування
Бере початок на південно-східних схилах Ваксмундзької Вершини у Долині Ваксмундзькій на висоті 1975 м (гміна Буковіна Татшанська). Тече переважно на північний схід і на південно-західній стороні від села Лиса Поляна впадає у річку Білку, праву притоку Дунайця.

## Цікаві факти
- У верхів'ї річки на правому березі знаходиться хребет Волошин.
- Навколо річки існують туристичні пішохідні маршрути.

## Галерея

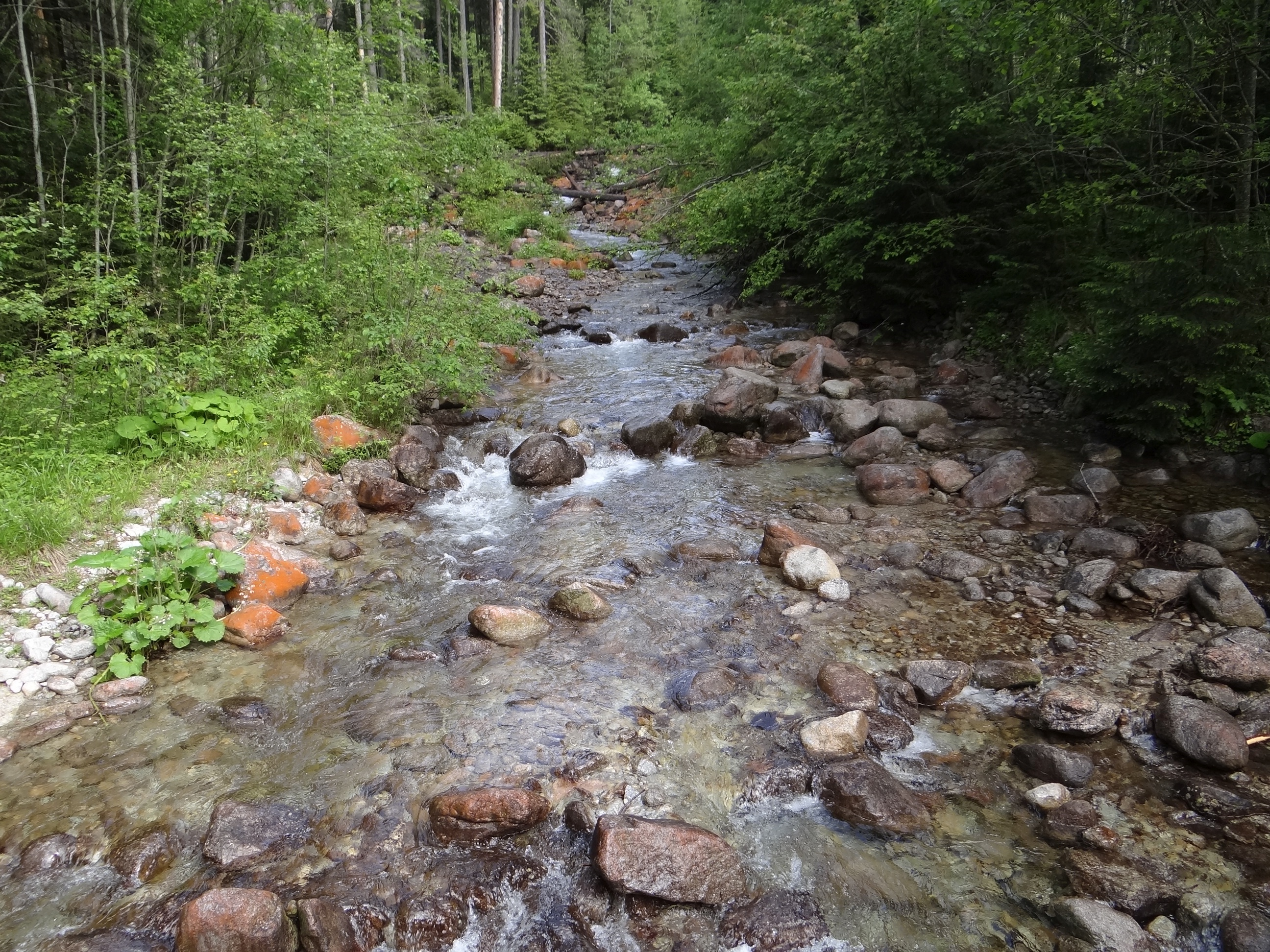
Ваксмундзький Потік перед гирлом до Білки
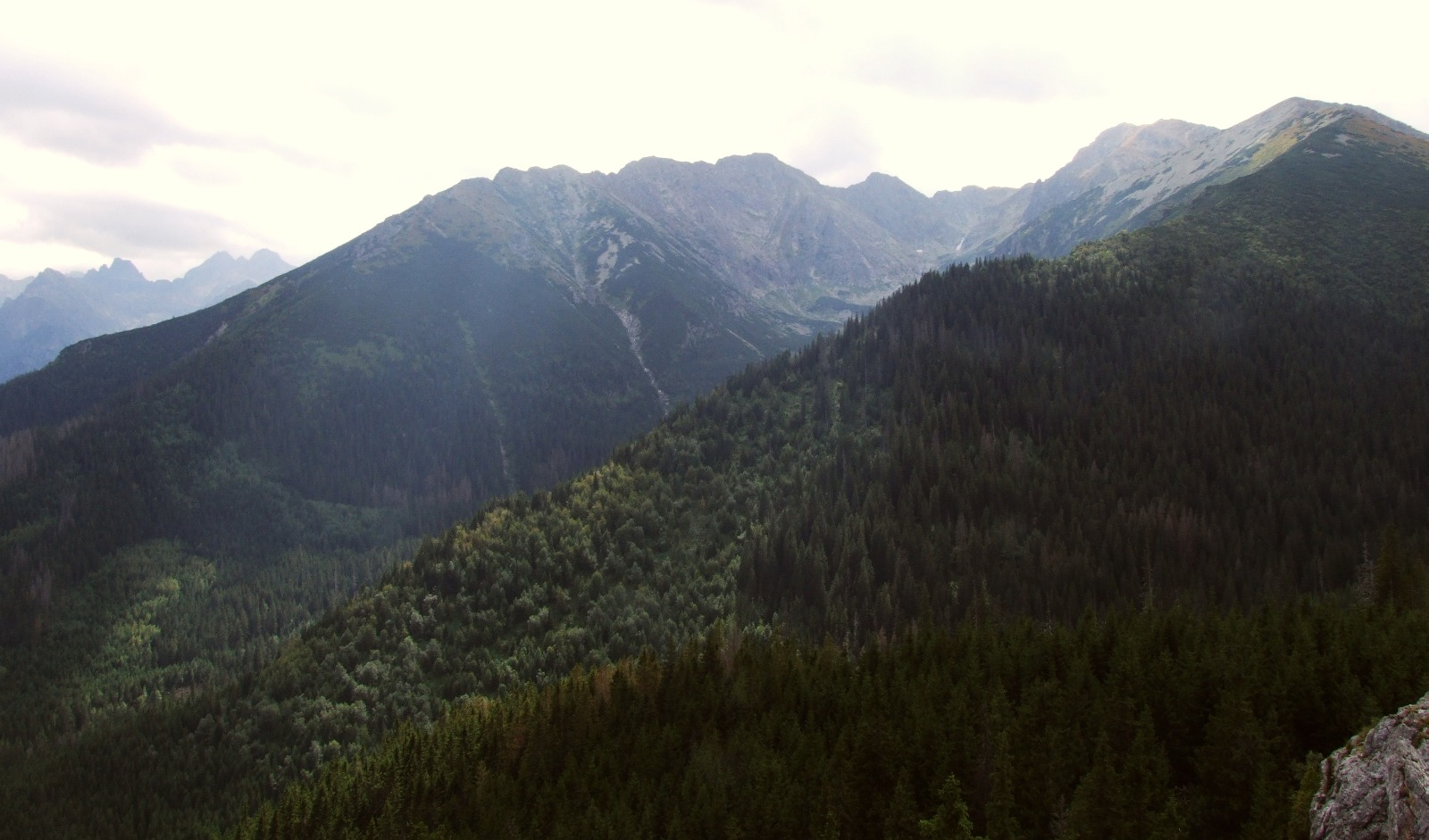
Ваксмундська долина, вид з Шиї Гуся
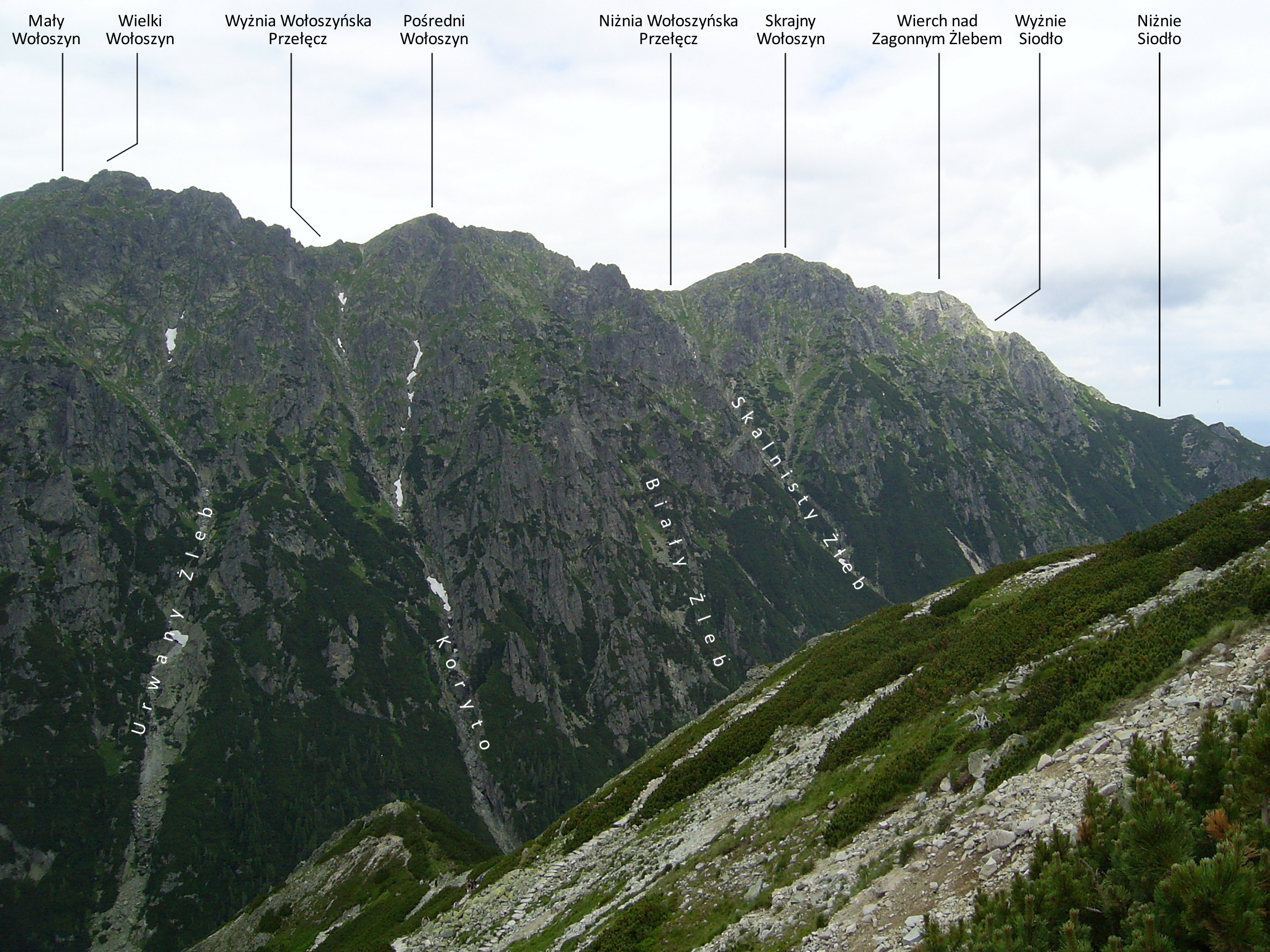
Масив Волошина